# روسكو
روسكو (بالإنجليزية: Roscoe, Texas)‏ هي مدينة تقع في مقاطعة نولان، تكساس بولاية تكساس في شمال شرق الولايات المتحدة. تأسست عام 1890، تبلغ مساحة هذه المدينة  (كم²)، وترتفع عن سطح البحر  م، بلغ عدد سكانها 1322 نسمة في عام 2010 حسب إحصاء مكتب تعداد الولايات المتحدة .

## التركيبة السكانية
حدّد مكتب تعداد الولايات المتحدة بيانات التركيبة السكانية لروسكو في تعداد الولايات المتحدة. في ما يلي، التركيبة السكانية حسب تعدادي 2000 و2010.

### تعداد عام 2000
بلغ عدد سكان روسكو 1,378 نسمة بحسب تعداد عام 2000، وبلغ عدد الأسر 509 أسرة وعدد العائلات 383 عائلة مقيمة في المدينة. في حين سجلت الكثافة السكانية 165 نسمة لكل كيلومتر مربع (427.3/ميل2). وبلغ عدد الوحدات السكنية 588 وحدة بمتوسط كثافة قدره 70.4 لكل كيلومتر مربع (182.3/ميل2).
وتوزع التركيب العرقي للمدينة بنسبة 75.18% من البيض و1.09% من الأمريكيين الأفارقة و0.44% من الأمريكيين الأصليين و0.15% من الأمريكيين ذوي الأصول الآسيوية و20.17% من الأعراق الأخرى و2.98% من عرقين مختلطين أو أكثر و36.94% من الهسبانيون أو اللاتينيون من أي عرق.
بلغ عدد الأسر 509 أسرة كانت نسبة 36.3% منها لديها أطفال تحت سن الثامنة عشر تعيش معهم، وبلغت نسبة الأزواج القاطنين مع بعضهم البعض 61.5% من أصل المجموع الكلي للأسر، ونسبة 10.2% من الأسر كان لديها معيلات من الإناث دون وجود شريك،  بينما كانت نسبة 3.5% من الأسر لديها معيلون من الذكور دون وجود شريكة وكانت نسبة 24.8% من غير العائلات. تألفت نسبة 22.8% من أصل جميع الأسر من عدة أفراد يعيشون في نفس المنزل ونسبة 13% كانت تتألف من شخص يعيش بمفرده يبلغ من العمر 65 عاماً أو أكثر. وبلغ متوسط حجم الأسرة المعيشية 2.63، أما متوسط حجم العائلات فبلغ 3.09.
بلغ العمر الوسطي للسكان 38.3 عاماً. وكانت نسبة 28.2% من القاطنين تحت سن الثامنة عشر، وكانت نسبة 6.9% بين الثامنة عشر والرابعة والعشرين عاماً، ونسبة 23.3% كانت واقعةً في الفئة العمرية ما بين الخامسة والعشرين والرابعة والأربعين عاماً، ونسبة 22.2% كانت ما بين الخامسة والأربعين والرابعة والستين، ونسبة 16.6% كانت ضمن فئة الخامسة والستين عاماً فما فوق. يوجد لكل 100 أنثى 89.5 ذكر، ويوجد لكل 100 أنثى في الثامنة عشر من عمرها فما فوق 90.2 ذكر.
بلغ متوسط دخل الأسرة في المدينة 23,816 دولارًا، أما متوسط دخل العائلة فبلغ 28,393 دولارًا. وكان متوسط دخل الذكور 25,313 دولارًا مقابل 20,000 دولارًا للإناث. وسجل دخل الفرد الخاص بالمدينة 11,792 دولارًا. وكانت نسبة 20.6% من العائلات ونسبة 25.2% من السكان تحت خط الفقر، وكان من هؤلاء نسبة 35.4% تحت سن الثامنة عشر ونسبة 17.1% في الخامسة والستين من العمر وما فوق.

### تعداد عام 2010
بلغ عدد سكان روسكو 1,322 نسمة بحسب تعداد عام 2010، وبلغ عدد الأسر 492 أسرة وعدد العائلات 357 عائلة مقيمة في المدينة. في حين سجلت الكثافة السكانية 158.3 نسمة لكل كيلومتر مربع (410.0/ميل2). وبلغ عدد الوحدات السكنية 564 وحدة بمتوسط كثافة قدره 67.5 لكل كيلومتر مربع (174.8/ميل2).
وتوزع التركيب العرقي للمدينة بنسبة 78.82% من البيض و1.82% من الأمريكيين الأفارقة و1.29% من الأمريكيين الأصليين و15.89% من الأعراق الأخرى و2.19% من عرقين مختلطين أو أكثر و42.89% من الهسبانيون أو اللاتينيون من أي عرق.
بلغ عدد الأسر 492 أسرة كانت نسبة 35.4% منها لديها أطفال تحت سن الثامنة عشر تعيش معهم، وبلغت نسبة الأزواج القاطنين مع بعضهم البعض 56.5% من أصل المجموع الكلي للأسر، ونسبة 10% من الأسر كان لديها معيلات من الإناث دون وجود شريك،  بينما كانت نسبة 6.1% من الأسر لديها معيلون من الذكور دون وجود شريكة وكانت نسبة 27.4% من غير العائلات. تألفت نسبة 25.6% من أصل جميع الأسر من عدة أفراد يعيشون في نفس المنزل ونسبة 13.4% كانت تتألف من شخص يعيش بمفرده يبلغ من العمر 65 عاماً أو أكثر. وبلغ متوسط حجم الأسرة المعيشية 2.69، أما متوسط حجم العائلات فبلغ 3.21.
بلغ العمر الوسطي للسكان 38.8 عاماً. وكانت نسبة 28.7% من القاطنين تحت سن الثامنة عشر، وكانت نسبة 6.8% بين الثامنة عشر والرابعة والعشرين عاماً، ونسبة 22.8% كانت واقعةً في الفئة العمرية ما بين الخامسة والعشرين والرابعة والأربعين عاماً، ونسبة 24.9% كانت ما بين الخامسة والأربعين والرابعة والستين، ونسبة 16.7% كانت ضمن فئة الخامسة والستين عاماً فما فوق. وتوزع التركيب الجنسي للسكان بنسبة 50.3% ذكور و49.7% إناث.

## وصلات خارجية
- Handbook of Texas
- The US50 - Cities and Towns in Texas State